# پارک‌بان
پارک‌بان (به انگلیسی: traffic warden) در بسیاری از کشورها به شخصی گفته می‌شود که مسئولیت دارد به نحوه پارک کردن ماشین‌ها نظارت داشته باشد. پارک‌بان‌ها همچنین وظیفه نظارت و اجرای قوانین پارک خودروها را بر عهده دارند. آنها لباس‌های مخصوصی می‌پوشند و هر کدام محدوده‌ای از شهر را تحت کنترل و بازرسی دارند. در بریتانیا این اشخاص می‌توانند خودروهای متخلف را جریمه کنند.

## ایران
در ایران کنترل و نظارت قانونی پارک خودروها با نیروی انتظامی است. در این کشور پارک‌بان به شخصی گفته می‌شود که از خودروهای پارک شده نگهبانی و مراقبت می‌کند و به ازاء این کار با صدور قبض مبلغی پول دریافت می‌کند.